# Pilar Vásquez
Pilar Vásquez (* 15. Mai 1963) ist eine ehemalige peruanische Tennisspielerin.

## Karriere
Während ihrer Tennislaufbahn erreichte sie ein Endspiel eines WTA-Turniers im Einzel.
Von 1982 und 1993 spielte sie für die peruanische Fed-Cup-Mannschaft. Von ihren 30 Partien konnte sie 16 gewinnen.

## Finalteilnahme

### Einzel
| Nr. | Datum        | Turnier | Kategorie         | Belag     | Turniersiegerin | Ergebnis      |
| --- | ------------ | ------- | ----------------- | --------- | --------------- | ------------- |
| 1.  | Oktober 1982 | Tokio   | WTA Toyota Series | Hartplatz | Laura Arraya    | 6:3, 4:6, 0:6 |